# Appleseed
Pour les articles homonymes, voir Appleseed (homonymie).
Autre
Appleseed (アップルシ－ド, Appurushīdo) est une série de manga créée par Masamune Shirow entre 1985 et 1989. Elle a été prépubliée entre 1985 et 1989 dans le magazine Comic Gaia et a été compilée en un total de quatre volumes.
L'univers d’Appleseed a connu plusieurs adaptations en anime : Appleseed, OAV sorti en 1988, puis Appleseed, Appleseed Ex Machina et Appleseed Alpha, trois longs métrages d'animation sortis respectivement en 2004, 2007 et 2014, ainsi qu'Appleseed XIII, une série de treize ONA. Plusieurs produits dérivés ont également vu le jour.

## Synopsis
La Troisième Guerre mondiale (2099-2126) a ravagé une partie de la Terre, bien que l'arme nucléaire n'ait pas été employée. Les nations se reforment, tandis que des groupes épars d'humains survivent dans des villes en ruine.
L'histoire commence en 2127. Dunan Knut et Briareos « Bri » Hecatonchires (devenu cyborg après un grave accident sur le front Nord Africain) sont deux ex-commandos de L.A. (Los Angeles) S.W.A.T qui ont décidé de s'installer dans une ville dévastée.
Des années auparavant, en l'an 2080, des scientifiques de la planète entière fondaient une cité artificielle dans l'océan Atlantique répondant au nom d'Olympus. Cette cité utopique était destinée à accueillir le fruit de leurs recherches : des humains génétiquement modifiés appelés Bioroïdes dont la première génération naît en 2083 ; c'est le projet Appleseed qui vise à promouvoir la paix dans le monde. Très rapidement, Olympus prospère sur tous les plans et entame des actions de grande envergure pour fédérer les nations du globe, afin de mettre fin aux divers conflits. Dunan et Bri sont repérés par les services d'Olympus (dont ils ignorent tout) et sont amenés à la ville, où ils essaient de s'insérer socialement comme les autres rescapés de la guerre. Ils entrent dans la police, et sont promus dans la prestigieuse ES.W.A.T., une branche spéciale du S.W.A.T sous le contrôle direct d'Olympus qui utilise des véhicules de type unités mécanisées ou mecha (les Landmates) pour faire face notamment au terrorisme.
Mais tout ne va pas pour le mieux dans le meilleur des mondes. Certains humains se sentent oppressés par cette société hautement surveillée et veulent « libérer » leurs congénères par des actes de terrorisme. Par ailleurs, l'ordinateur gérant la cité (Gaïa), interrogé sur une manière de résoudre les tensions humains / bioroïdes, décide que ces derniers sont une « erreur dans l'équation » et prend les commandes des plateformes de combat chargées de protéger Olympus contre toutes menaces.
Appleseed, le « pépin de pomme » (modifié génétiquement lui aussi, car il est sphérique), est à la fois le symbole de l'espoir, de la renaissance, mais aussi le grain de sable dans l'engrenage infernal.

## Manga

### Publication
- Édité originellement en japonais par Seishinsha. Puis réédité par Kōdansha et Media Factory.
- Édité en français par Glénat, en italien par Éditions Star Comics, en allemand par EMA, en anglais par Eclipse Comics (licence expirée) puis Dark Horse Comics avec une traduction du Studio Proteus.
- 4 volumes (Appleseed I-IV)
- 1 recueil intitulé Appleseed Databook (réunissant notes, commentaires et un chapitre inédit), publié en français sous le titre AppleSeed V[1].
- 1 recueil intitulé Appleseed Hypernotes (réunissant 4 chapitres datant de 1992 et des notes, histoires courtes et interviews diverses), non publié en français.

### Liste des volumes
| no | Japonais         | Japonais      | Français          | Français          |
| no | Date de sortie   | ISBN          | Date de sortie    | ISBN              |
| -- | ---------------- | ------------- | ----------------- | ----------------- |
| 1  | 15 février 1985  | 4-915333-19-1 | 18 juin 1994      | 978-2-8769-5228-7 |
| 2  | 10 novembre 1985 | 4-915333-23-X | 17 octobre 1994   | 978-2-7234-1847-8 |
| 3  | 31 juillet 1987  | 4-915333-33-7 | 20 avril 1995     | 978-2-7234-1875-1 |
| 4  | 15 avril 1989    | 4-915333-57-4 | 23 septembre 1995 | 978-2-7234-1876-8 |

## Récompenses
En 1986, Appleseed gagne le Prix Seiun équivalent au prix Hugo pour la meilleure bande dessinée de science-fiction.

## Anime

### OAV
- 1988 : Appleseed de Kazuyoshi Katayama. Par les studios Gainax. Une OAV en animation classique (non-numérique) à ne pas confondre avec les films plus récents en images de synthèse.

### Films d'animation
- 2004 : Appleseed de Shinji Aramaki avec Ai Kobayashi, Jûrôta Kosugi[2]. C'est un film entièrement créé en 3D (utilisation assez originale du cel-shading), avec la numérisation de mouvements d'acteurs réels. La gestion des ombres et la précision de l'image est assez impressionnante, peut-être déroutante pour certains.
- 2007 : Appleseed Ex Machina de Shinji Aramaki, produit par John Woo[3].
- 2014 : Appleseed Alpha de Shinji Aramaki[4],[5].

### Série
- Annulé : Appleseed Genesis. Devait comporter 26 épisodes[6],[7].
- 2011 : Appleseed XIII (en)[8]: Série de 13 épisodes. Adapté en série manga de trois volumes entre octobre 2011 et avril 2013[9],[10].

## Produits dérivés

### Art book
- Appleseed Creations (1988). Entièrement en noir et blanc à l'exception de la couverture, A4 format, 66 pages, contenant les designs hardware design et les personnages de l'OAV.

### Jeux vidéo
- 1994 : Appleseed: Prometheus no Shintaku sur Super Nintendo, édité par Visit[11].
- 2007 : Appleseed EX sur PlayStation 2, édité par Sega.

### Jeu de société
- Appleseed. Édité par Tsukuda Hobby. De 2 à 6 joueurs pour une durée moyenne de 10 minutes.